# I Love Saturday
I Love Saturday es el cuarto EP publicado del dúo inglés de música electrónica Erasure, lanzado en 1994.
Este sencillo es una canción compuesta por Vince Clarke y Andy Bell.

## Descripción
I Love Saturday fue el tercer corte de difusión del álbum I Say I Say I Say. Fue publicado por Mute Records en el Reino Unido, y por Elektra Records en Norteamérica. Llegó al puesto 20 en el ranking británico y alcanzó el puesto número 69 en Alemania.

## Lista de temas
| Compact Disc (CDMUTE166) / (INT 826.641) 1. «I Love Saturday» (sencillo Mix) 3:59 2. «I Love Saturday» (JX Mix) 6:55 3. «I Love Saturday» (Beatmasters Dub Mix) 4:12 4. «Dodo» 3:33 Compact Disc (LCDMUTE166) / (INT 826.646) 1. «I Love Saturday» (Beatmasters Club Mix) 6:20 2. «I Love Saturday» (Flower Mix) 6:35 3. «I Love Saturday» (303 Mix) 7:21 4. Always (X Dub Cut) 4:33 Compact Disc (EPCDMUTE166) / (INT 826.640) 1. «I Love Saturday» 4:02 2. «Ghost» 6:11 3. «Truly, Madly, Deeply» 4:25 4. «Tragic» (Live Vocal) 4:20 Compact Disc (INT 111.918) 1. «I Love Saturday» 4:02 2. «Dodo» 3:33 Compact Disc (Elektra66171-2) 1. «I Love Saturday» (JX Mix) 6:55 2. I Love Saturday (Beatmasters Dub Mix) 4:12 3. I Love Saturday (Beatmasters Club Mix) 6:19 4. I Love Saturday (Flower Mix) 6:35 5. Dodo 3:33 6. Because You're So Sweet (Session Version) 4:05 | 12″ Vinilo (12MUTE166) 1. I Love Saturday (sencillo Mix) 3:58 2. I Love Saturday (Beatmasters Club Mix) 6:19 3. I Love Saturday (JX Mix) 6:55 4. I Love Saturday (Flower Mix) 6:35 12″ Vinilo (Elektra66171-1) 1. I Love Saturday (JX Mix) 6:55 2. I Love Saturday (Beatmasters Dub Mix) 4:12 3. I Love Saturday (Beatmasters Club Mix) 6:19 4. I Love Saturday (Flower Mix) 6:35 Casete (CMUTE166) 1. I Love Saturday (sencillo Mix) 3:59 2. Dodo 3:33 3. Because You're So Sweet (Session Version) 4:05 7″ Vinilo (INT 111.918) 1. «I Love Saturday» (sencillo Mix) 3:59 2. «Dodo» 3:33 |

## Créditos
"Ghost", "Tragic (Live Vocal)" y "Truly, Madly, Deeply" producidos por Erasure y Gareth Jones. El instrumental "Dodo" y  "Because You're So Sweet" escritos por Clarke y Bell.

"Tragic", en versión instrumental, ya había aparecido en el sencillo Always.

- Diseño: Assorted Images.
- Dibujo: Mike Cosford.
- Gráficos 3D: Olaf Wendt.

## Datos adicionales
I Love Saturday fue editado simultáneamente como EP y como sencillo.

En el álbum Buried Treasure II de 2006 se encuentra el demo de "I Love Saturday".